# Palazzo Patargo
Palazzo Patargo è un esempio di architettura civile gotico-medievale, esistente nel centro storico di Barletta.

## Storia e descrizione
Il palazzo è databile entro la prima metà del Trecento.
È situato su Corso Garibaldi 125, nella parte iniziale del borgo antico di Sette Rue. 
In passato era noto come Patargo-De Quarat e fu voluto dalla famiglia De Annis, mercanti di Barletta. In seguito la proprietà passò ai Della Marra e alla famiglia Paredes. 
Il palazzo si sviluppa su due piani per una superficie totale di 1450 mq. 
Lo scalone, avvolto da un lucernario tardo-ottocentesco,  contiene rimandi neoclassici, mentre sono di gusto gotico le decorazioni degli ingressi. 
Nel 1900 fu arricchito dallo stuccatore barlettano Giacomo Rizzi. 
Ci sono volte affrescate.
Abitato fino agli anni '90, il palazzo si trova in rovina.